# Districte de Fijac
El districte de Fijac és un dels tres districtes del departament francès de l'Òlt, a la regió d'Occitània. Té 9 cantons i 120 municipis. El cap del districte és la prefectura de Fijac

## Cantons
- cantó de Bertenons
- cantó de Cajarc
- cantó de Fijac-Est
- cantó de Fijac-Oest
- cantó de La Capèla de Marival
- cantó de La Tronquièra
- cantó de Livernon
- cantó de Sant Seren
- cantó de Soçairac